# Сурогатно майчинство
Сурогатното майчинство (от латински: surrogātus – „заместител“) е уговорка, често подкрепена с юридически договор, според която една жена се съгласява да забременее, да износи бременността и да роди дете или деца за друго лице или лица, които са или ще станат в крайна сметка родител(и) на детето или децата.
Хората прибягват до сурогатно майчинство, когато бременността от медицинска гледна точка е невъзможна или представлява неприемлива опасност за здравето на майката. В тези уговорки може да бъде включена и парична компенсация. Получаването на пари извън съпътстващите разходи се счита за комерсиално сурогатно майчинство, а когато само се покриват разходите – алтруистично. Законността и стойността на сурогатно майчинство се различава значително в различните държави, което понякога води до проблемни междудържавни или международни споразумения за сурогатното майчинство.
Законите на някои страни ограничават или регулират сурогатното майчинство и последствията от него. За това, когато се иска сурогатно майчинство там, където то е забранено, се пътува до държава, в която това се допуска.

## Видове сурогатно майчинство
Оплождането на яйцеклетката може да се случи по няколко начина, всеки от които има влияние върху генетичното родство на сурогатно роденото дете с износващата го майка и бъдещите родители. Има два основни вида сурогатно майчинство според това дали сурогатната майка участва със своя яйцеклетка (традиционно) или не (гестационно).

### Традиционно сурогатно майчинство
Известно е още като частично, генетично, естествено или директно и включва естествено или изкуствено осеменяване на сурогатната майка. Ако за зачеването се използват сперматозоидите на определения за баща, детето е генетично свързано с него. Ако се използва сперма на донор, детето не е генетично свързано с никой от определените родители, но остава генетично свързано със сурогатната майка.
В някои случаи инсеминацията може да бъде извършена естествено, без лекарска намеса. В някои държави получаването на родителски права върху дете заченато с използването на донорска сперма става чрез осиновяване.

### Гестационно сурогатно майчинство
Известно е още като пълно сурогатно майчинството и за пръв път е постигнато през април 1986 година. При него ембрион, създаден чрез инвитро оплождане се имплантира в сурогатна майка (понякога наричана гестационен носител). Гестационното сурогатно майчинство има различни варианти според начина за получаването на ембриона, като общото е, че детето не е генетично свързано със сурогатната майка.
- ембрионът е създаден със сперма от потенциалния баща и яйцеклетка на потенциалната майка. Детето е генетично свързано с бъдещите родители.
- ембрионът е създаден със сперма от потенциалния баща и донорска яйцеклетка, различна от на сурогатната майка. Детето е генетично свързано само с бащата.
- ембрионът е създадена от яйцеклетка на потенциалната майка и сперма от донор. Детето е генетично свързано само с майката.
- донорски ембрион се имплантира директно в сурогатната майка. Такива ембриони остават обикновено след инвитро процедури и се даряват. Детето не е генетично свързано с бъдещите родители.

## Сурогатно майчинство по света
Сурогатството е забранено в Германия, Австрия, Франция, Швейцария, Италия, Испания, Португалия, Норвегия, Швеция и Унгария.
Позволено, но без заплащане за самото отдаване на утробата, е във Великобритания, Дания, Ирландия, Белгия, Гърция и Израел.
В САЩ няма общ федерален закон за сурогатното майчинство, затова има щати, които го позволяват, има и такива, които го забраняват, например Мичиган, Аризона и Ню Джърси.
Държави като Индия, Тайланд, Украйна, Русия, Полша, Грузия, Беларус, Казахстан и Република Южна Африка позволяват сурогатното майчинство, като на сурогатните майки е позволено да предлагат услугите си онлайн, чрез агенции или чрез всякакъв вид реклама, както и да получават заплащане за сурогатството.

### България
В България сурогатното майчинство е напълно забранено и се третира като действие против закона. Сурогатната майка, която се счита за законна майка на детето, сключвайки договор с родителите, се съгласява да продаде детето си в България или в чужбина преди раждането му. Това действие е въздигнато в престъпление и се наказва с лишаване от свобода от 1 до 6 години и глоба от 5000 лв. до 15 000 лв.
Още повече, посредничеството за сурогатство е въздигнато в престъпление и се наказва с лишаване от свобода до 2 години и глоба 3000 лв., а при повторно извършване – лишаване от свобода до 3 години и глоба 4000 лв.